# Прапор Лебединського району
Пра́пор Лебеди́нського райо́ну — офіційний символ Лебединського району Сумської області, затверджений 25 лютого 2004 року рішенням 20 сесії Лебединської районної ради 24 скликання (за іншими даними 28 лютого 2002 року).

## Опис
Прапор являє собою прямокутне полотнище зі співвідношенням сторін 2:3, що складається з трьох рівновеликих горизонтальних смуг: блакитної, білої та зеленої. Зліва біля древка розміщено герб району, що зображається як зелений щит з лазуровою хвилястою базою, золотою хвилястою главою і золотою облямівкою. В центрі розміщено срібного лебедя, що супроводжується справа золотим колоском, а зліва — козацькою шаблею в піхвах.